# Mawrth Vallis
Mawrth Vallis ist 635 km lang. Der Flussverlauf startet in der Tiefebene Chryse Planitia und führt entlang des Tals zur Quelle im Hochland von Arabia Terra.